# محوطه گرد کول دوم
محوطه گرد کول دوم مربوط به پیش از اسلام است و در شهرستان رودبار، بخش عمارلو، روستای آینه ده واقع شده و این اثر در تاریخ ۱۴ مرداد ۱۳۸۲ با شمارهٔ ثبت ۹۳۸۷ به‌عنوان یکی از آثار ملی ایران به ثبت رسیده است.